# Teixeirinha e Mary Terezinha
Teixeirinha e Mary Terezinha foi uma dupla de Música Gaúcha formada pelo cantor e compositor Vitor Mateus Teixeira, o Teixeirinha, e pela cantora e compositora Mary Terezinha, é considerada a dupla mais famosa da música gaúcha.

## História

### Carreira
Teixeirinha conheceu Mary em 1961 quando o seu acordeonista chamado Ademar Silva, acabou se atrasando para o show, um produtor perguntou para algumas pessoas quem sabia tocar as músicas de Teixeirinha, Mary estava no meio das pessoas e falou que sabia tocar todas que ele já havia gravado, Mary tinha 15 anos de idade e começou a acompanhar Teixeirinha em alguns shows na região do estado do Rio Grande do Sul e acompanhou Teixeirinha em algumas músicas no acordeon e sendo vocal, porém não eram conhecidos como dupla, o reconhecimento e início da carreira como dupla foi em 1964 quando Teixeirinha lançou o álbum ao vivo "Teixeirinha Show", Mary Terezinha o acompanhou tocando acordeon e cantando em algumas músicas.
Se destacaram muito cantando trovas, um estilo de música repentista aonde dois ou mais cantores cantam versos rimados no improviso para ver quem ganha no final, em 1965 a dupla gravou sua primeira trova, "Desafio P'ra Valer", gravada no álbum de Teixeirinha chamado "Disco de Ouro", lançado no mesmo ano.
Em 1967 a dupla atuou no filme "Coração de Luto", filme escrito e estrelado por Teixeirinha, o filme é baseado na história de vida de Teixeirinha, que havia sido contada na canção "Coração de Luto" e em 1969 a dupla atuou no filme "Motorista sem Limites". Em 1970 Teixeirinha fundou a produtora Teixeirinha Produções Artísticas Ltda. Aonde ele e Mary estrelaram 10 filmes.
Até a década de 1970 as trovas da dupla eram gravadas em alguns álbuns de Teixeirinha, todas as trovas são composições da dupla. Outras músicas que a dupla canta são composições solo de Teixeirinha.
Teixeirinha e Mary Terezinha passaram à História como a mais querida dupla de artistas do sul brasileiro. São lembrados até hoje como referência musical do Rio Grande do Sul para o Brasil. Ficaram juntos durante 22 anos.
Em 1983 Teixeirinha teve problemas com Mary Terezinha por conta de pagamentos, em 1984 após várias discussões a dupla chegou ao fim.

### Morte de Teixeirinha
Em 4 de dezembro de 1985 Teixeirinha faleceu vitimado de um infarto em sua casa, mesmo após sua morte, Teixeirinha faz muito sucesso com suas músicas e seus filmes, sendo considerado o maior e mais importante artista do sul do Brasil.

### Mary Terezinha e Carreira Posterior
Em 1992, fora dos holofotes da mídia, Mary lançou o livro "A Gaita Nua", sua autobiografia, no qual conta em detalhes sobre os anos ao lado de Teixeirinha. Em 1997, Mary Terezinha converteu-se à Igreja do Evangelho Quadrangular. A partir de então, passou a cantar músicas relacionadas com o novo credo, especializando-se no gênero gospel.
Nos anos 2000 gravou álbuns gospel e fez diversos shows. Em 2005 participou do documentário "Teixeirinha, o Gaúcho Coração do Rio Grande", contando detalhes sobre a dupla com Teixeirinha, produzido pela RBS TV. Em entrevista ao jornal Zero Hora, 2006, ela revelou: “Não interessa o passado. Sou outra. Sou uma nova criatura. Não quero falar. O passado já se foi, agora quero viver o agora"

## Vida Pessoal
Na década de 1960 a dupla teve um relacionamento, Teixeirinha já era casado, após alguns meses de namoro o cantor disse para Mary o denunciá-lo a polícia pelo que ele fez, pois Mary tinha entre 15 e 16 anos de idade e Teixeirinha já era um homem adulto. Porém Mary se recusou e seguiram em um namoro, Teixeirinha contou a sua esposa Zoraida Teixeira sobre o relacionamento, Teixeirinha e Zoraida tiveram um relacionamento aberto e segundo ela, o que ele fizesse em sua carreira, era problema dele, mas nenhum desses problemas entrariam em casa.
O Relacionamento durou até 1984 quando a dupla se separou, Mary deixou um bilhete dizendo: "Não me farei mais ao seu lado", depois de ler, Teixeirinha teve um pré-infarto, mas se recuperou, sua esposa Zoraida ficou com ele no hospital até ele receber alta.
Teixeirinha e Mary Terezinha tiveram dois filhos, Alexandre e Liane Teixeira.

## Discografia
A dupla lançou a grande maioria de seus sucessos em álbuns de estúdio de Teixeirinha, porém a dupla lançou alguns álbuns de estúdio Juntos.

### Álbuns de Estúdio
- 1964 - Teixeirinha Show (Teixeirinha)
- 1965 - Disco de Ouro (Teixeirinha)
- 1966 - Desafio P'ra Valer (Teixeirinha e Mary Terezinha)
- 1967 - Mocinho Aventureiro (Teixeirinha)
- 1968 - última Gineteada (Teixeirinha)
- 1968 - Doce Coração de Mãe (Teixeirinha)
- 1968 - O Rei (Teixeirinha)
- 1969 - Dorme Angelita (Teixeirinha)
- 1970 - Doce Amor (Teixeirinha)
- 1970 - Carícias de Amor (Teixeirinha e Mary Terezinha)
- 1972 - Trilha Sonora do Filme "Ela Tornou-se Freira" (Teixeirinha e Mary Terezinha)
- 1972 - Minha Homenagem (Teixeirinha e Mary Terezinha)
- 1974 - Trilha Sonora do Filme "Pobre João" e Outros Sucessos (Teixeirinha e Mary Terezinha)
- 1975 - Lindo Rancho (Teixeirinha e Mary Terezinha)
- 1977 - O Novo Som de Teixeirinha (Teixeirinha)
- 1979 - 20 Anos de Glória (Teixeirinha)
- 1981 - Trilha Sonora do Filme "A Filha de Iemanjá" (Teixeirinha e Mary Terezinha)
- 1981 - Rio Grande de Outrora (Teixeirinha)
- 1982 - 10 Desafios Inéditos (Teixeirinha e Mary Terezinha)
- 1983 - Chegando de Longe (Teixeirinha)

### Álbuns de Compilação
- 1976 - Teixeirinha e Mary Terezinha - Eternos Sucessos
- 1978 - O Melhor do Desafio

## Singles de Sucesso
- Desafio P'ra Valer
- Desafio do Martelo
- Desafio do Arremate
- Os Cans Cans do Desafio
- Desafio dos Bambas
- Casalzinho Violento
- Moreninha Linda
- Tristeza
- Verde e Amarelo
- Desafio da Escopa
- Desafio do Grenal
- Azul e Vermelho
- Não e Não
- Dois Martelos
- Chumbo Grosso
- Desafio da Louça
- Briga de Amor

## Filmografia
Após a dupla fazer muito sucesso atuando nos filmes "Coração de Luto" (1967) e "Motorista sem Limites" (1969), em 1970 Teixeirinha fundou sua própria produtora, a Teixeirinha Produções Artísticas Ltda. Aonde Teixeirinha produziu e atuou com Mary, 10 filmes.
- 1967 - Coração de Luto
- 1969 - Motorista sem Limites
- 1972 - Ela Tornou-se Freira
- 1973 - Teixeirinha a 7 Provas
- 1974 - O Pobre João
- 1975 - A Quadrilha do Perna Dura
- 1976 - Carmen a Cigana
- 1978 - Gaúcho de Passo Fundo
- 1978 - Meu Pobre Coração de Luto
- 1978 - Na Trilha da Justiça
- 1980 - Tropeiro Velho
- 1981 - A Filha de Iemanjá